# Tadeusz Drewnowski

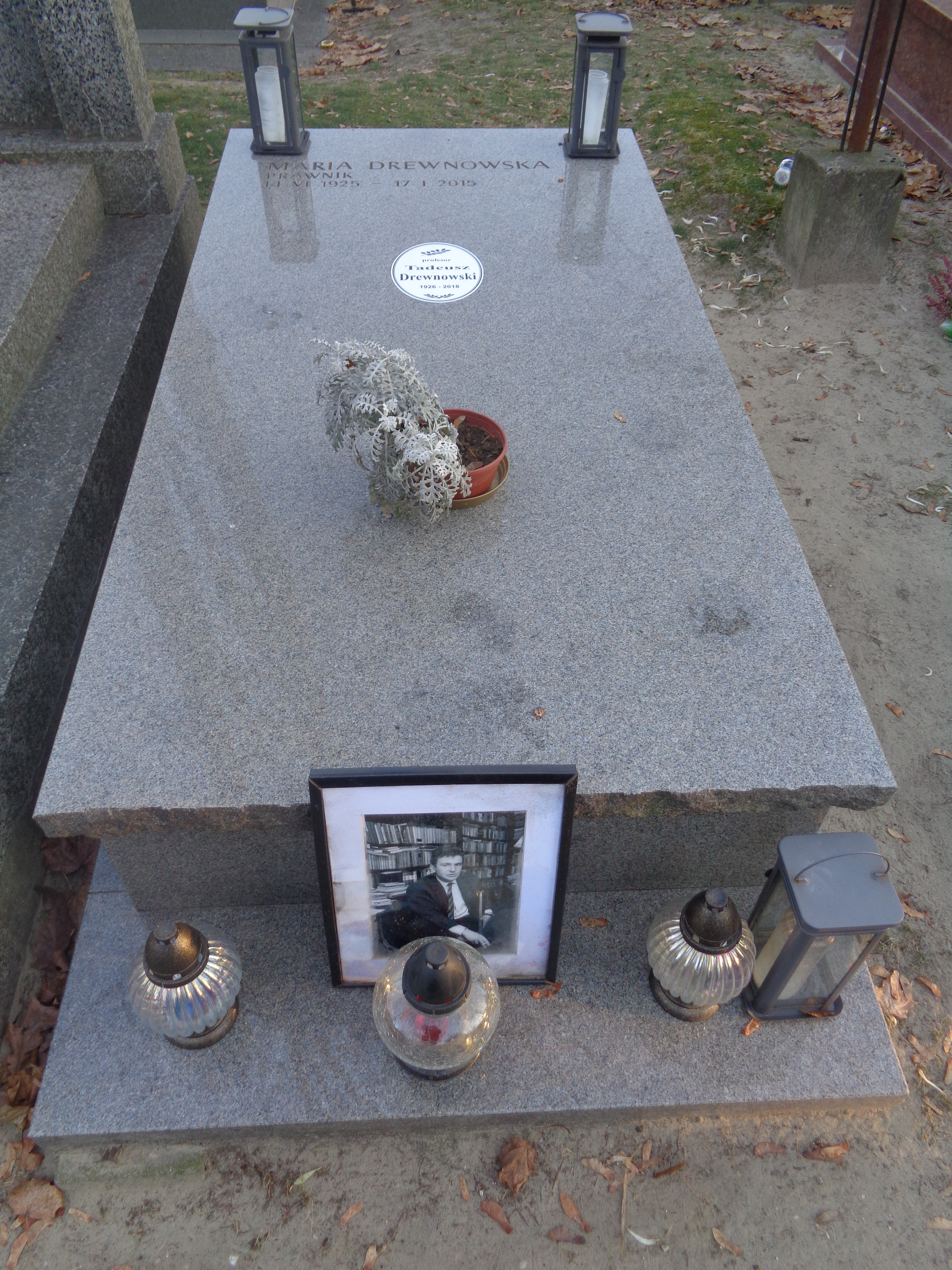
Grób Tadeusza Drewnowskiego na cmentarzu Wojskowym na Powązkach

Tadeusz Drewnowski (ur. 1 grudnia 1926 w Warszawie, zm. 13 września 2018 tamże) – polski filolog polski, dziennikarz, literaturoznawca i krytyk literacki, profesor nauk humanistycznych, nauczyciel akademicki Uniwersytetu Warszawskiego, w latach 1960–1982 kierownik działu kultury tygodnika „Polityka”, edytor twórczości Tadeusza Borowskiego i Dzienników Marii Dąbrowskiej.

## Życiorys

### II wojna światowa
Jego ojciec, Karol Drewnowski (1886–1940) był doktorem historii, przed II wojną światową nauczycielem w Gimnazjum im. Adama Mickiewicza w Warszawie i wizytatorem Kuratorium Okręgu Szkolnego Warszawskiego. Brat, Jerzy (1918–1996) został po wybuchu wojny pierwszym komendantem Polskiej Ludowej Akcji Niepodległościowej (PLAN). W czasie akcji Gestapo wymierzonej w PLAN Tadeusz Drewnowski razem z ojcem i drugim bratem, Andrzejem (1923–1940), został osadzony w więzieniu na Pawiaku (przebywał tam od 18 stycznia 1940 do 13 września 1940; Karol i Andrzej Drewnowscy zostali rozstrzelani w Palmirach 14 czerwca 1940). Od 1941 zaangażowany w konspirację w ramach Związku Walki Zbrojnej, następnie Armii Krajowej.

### Wykształcenie
W 1939 zdał egzamin do I Państwowego Gimnazjum i Liceum im. Stefana Batorego w Warszawie, w którym później uczestniczył w tajnych kompletach i zdał małą maturę; uczniami szkoły było jego trzech braci: Andrzej, Jerzy i Janusz. Po wojnie zamieszkał w Łodzi, gdzie w 1945 ukończył Liceum im. Stefana Żeromskiego. W tym samym roku rozpoczął studia polonistyczne na Uniwersytecie Łódzkim, w 1947 debiutował jako krytyk w tygodniku „Kuźnica”. W 1949 przeniósł się na Wydział Filologiczny Uniwersytetu Warszawskiego, w tym samym roku rozpoczął pracę w Instytucie Badań Literackich PAN, w latach 1950–1951 był asystentem w Katedrze Literatury UW. Pracę magisterską obronił w 1952. W 1982 otrzymał tytuł naukowy profesora nauk humanistycznych.

### Praca dziennikarska
Od 1950 pracował jako dziennikarz, w latach 1950–1955 kierował działem krytyki tygodnika „Nowa Kultura”, w 1953 opublikował reportaż z ZSRR Moskiewskie lato, a razem z Arnoldem Słuckim zbiór wierszy na X-lecie Związku Walki Młodych Zrodził nas czyn.
W latach 1956–1961 był członkiem kolegium redakcyjnego miesięczniku „Dialog”, w II połowie lat pięćdziesiątych był także członkiem redakcji tygodnika „Orka”. W 1960 został dziennikarzem tygodnika „Polityka”, w którym do 1982 kierował działem kultury, był jednym z twórców sukcesu pisma. Odszedł z redakcji na początku 1982, w stanie wojennym, i poświęcił się pracy naukowej. W 1992 redagował krótko dodatek Polityki o nazwie „Kultura”.

### Prace edytorskie i literaturoznawcze
W 1954 należał do komitetu redakcyjnego „Utworów zebranych” Tadeusza Borowskiego, w 1956 był redaktorem „Pism wybranych” Michała Bałuckiego. W serii „Biblioteka analiz literackich” opublikował Noce i dnie Marii Dąbrowskiej (1965) i Urząd Tadeusza Brezy (1967). W 1969 wydał tom szkiców i recenzji pierwotnie publikowanych w prasie Krytyka i giełda oraz szkic Breza wydany w serii „Sylwetki współczesnych pisarzy”.

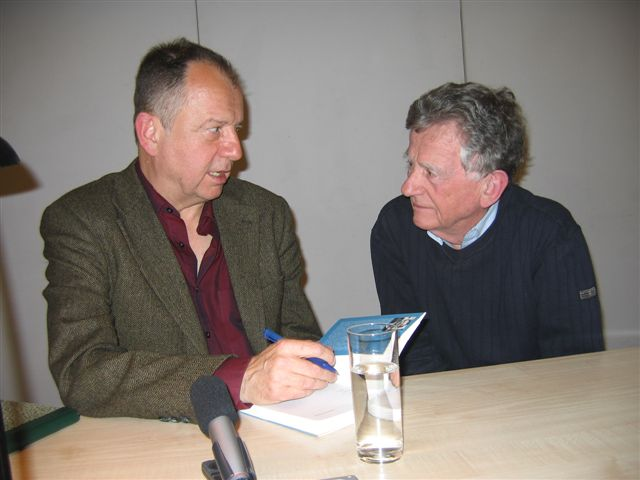
Wojciech Karpiński i Tadeusz Drewnowski (2007)

W 1971 opublikował głośną książkę Ucieczka z kamiennego świata. O Tadeuszu Borowskim, za którą w 1972 otrzymał nagrodę „Miesięcznika Literackiego”. Na podstawie tej pracy doktoryzował się w 1971 w Instytucie Badań Literackich. w latach 1975–1977 prowadził wykłady zlecone na Uniwersytecie Warszawskim. Dla Państwowego Instytutu Wydawniczego przygotował edycje dzieł Borowskiego – Opowiadania wybrane (1971), Poezje (1974), Wspomnienia, wiersze, opowiadania (1974). Od lat 70. zajmował się także twórczością Marii Dąbrowskiej, w 1981 wydał pracę Rzecz russowska: o pisarstwie Marii Dąbrowskiej, na podstawie której habilitował się w 1983. Przygotował także edycje opowiadań Dąbrowskiej A teraz wypijmy ... (1981). W 1982 opublikował także własne wspomnienia Tyle hałasu o nic? nagrodzone następnie Nagrodą historyczną tygodnika „Polityka”.
Po odejściu z „Polityki” został w 1982 pracownikiem Zakładu Literatury Polskiej XX wieku, gdzie pracował jako docent. W latach 80. przygotował edycję Dzienników Marii Dąbrowskiej (pierwsze, pięciotomowe wydanie – 1988), a także monografię Walka o oddech. O pisarstwie Tadeusza Różewicza (1990). Od 1991 był profesorem nadzwyczajnym w Instytucie Literatury Polskiej UW. W 1996 przeszedł na emeryturę. W kolejnych latach przygotował nowe, rozszerzone wydania Dzienników Marii Dąbrowskiej, w tym czterotomowe Dzienniki powojenne 1945–1965 (1996–1997) i trzytomowe Dzienniki 1914–1945 (1998–2000), a także wybór jednotomowy Życie moje cudowne...: dzienniki w jednym tomie (2002) i pełne wydanie trzynastotomowe (2009). W 1997 opublikował na podstawie prowadzonych wykładów syntezę powojennej literatury polskiej Próba scalenia. Dialogi, wzorce, style, opracował także Niedyskrecje pocztowe: korespondencja Tadeusza Borowskiego (2001), tom 1 (Poezja wspólnie z Joanną Szczęsną) i 4 (Krytyka) Pism w czterech tomach Borowskiego (wyd. odpowiednio 2003 i 2005). W 2006 wydał tom własnych szkiców Porachunki z XX wiekiem: szkice i rozprawy literackie oraz książkę Wyprowadzka z czyśćca: burzliwe życie pośmiertne Marii Dąbrowskiej W 2010 r., w nakładzie 300 egzemplarzy, wydał pierwsze pełne wydanie „Dzienników” Marii Dąbrowskiej z lat 1914–1965 (trzynaście tomów) w edycji szczególnej, bo: wstępnej, bez opracowania edytorskiego i bez przypisów, pełnej zapisów rozterek emocjonalnych pisarki, zwłaszcza tych, dotyczących związku z Anną Kowalską, wieloletnią partnerką życiową Dąbrowskiej, „przekraczających granice wstydliwości”, a w 2012 wspomnienia „Happy end” i nawałnice.

### Działalność polityczna i społeczna
W latach 1947–1948 był członkiem PPR, od 1948 PZPR, z której wystąpił w 1983. Członek egzekutywy POP PZPR przy Zarządzie Głównym Związku Literatów Polskich w 1953 roku. Należał do ZLP, w 1983 był jego wiceprezesem. W 1989 należał do założycieli SPP. W 1998 został członkiem polskiego PEN-Clubu, od 1999 był członkiem jego zarządu. Był także członkiem Towarzystwa Naukowego Warszawskiego i honorowym członkiem Kaliskiego Towarzystwa Przyjaciół Nauk.

## Ordery, odznaczenia i nagrody
- Krzyż Oficerski Orderu Odrodzenia Polski (1959)
- Medal 10-lecia Polski Ludowej (19 stycznia 1955)[10]
- Złoty Medal „Zasłużony Kulturze Gloria Artis” (2 kwietnia 2013)[11]
- Nagroda "Miesięcznika Literackiego" (1972) za książkę "Ucieczka z kamiennego świata" (Państwowy Instytut Wydawniczy)[12]
- Nagroda "Miesięcznika Literackiego" (1982) za książkę "Rzecz russowska"[13]

## Miejsce pochówku
19 września 2018 został pochowany na cmentarzu Wojskowym na Powązkach (kwatera D-2-6).